# مايك هازلوود
مايك هازلوود (بالإنجليزية: Mike Hazlewood)‏ هو كاتب أغاني وملحن ومغني بريطاني، ولد في 24 ديسمبر 1941 في Cuckfield ‏ في المملكة المتحدة، وتوفي في 6 مايو 2001 في فلورنسا في إيطاليا بسبب نوبة قلبية.

## وصلات خارجية
- مايك هازلوود على موقع ميوزك برينز (الإنجليزية)
- مايك هازلوود على موقع أول ميوزيك (الإنجليزية)
- مايك هازلوود على موقع أول ميوزيك (الإنجليزية)
- مايك هازلوود على موقع ديسكوغز (الإنجليزية)